# Лабендник
Лабендник (пол. Łabędnik, нім. Gross Schwansfeld) — село в Польщі, у гміні Бартошиці Бартошицького повіту Вармінсько-Мазурського воєводства.
Населення — 527 осіб (2011).
У 1975-1998 роках село належало до Ольштинського воєводства.

## Демографія
Демографічна структура станом на 31 березня 2011 року:
|          | Загалом | Допрацездатний вік | Працездатний вік | Постпрацездатний вік |
| -------- | ------- | ------------------ | ---------------- | -------------------- |
| Чоловіки | 258     | 56                 | 179              | 23                   |
| Жінки    | 269     | 49                 | 167              | 53                   |
| Разом    | 527     | 105                | 346              | 76                   |